# Warning Shots
Warning Shots este un album compilație/best of al trupei suedeze de metal The Haunted. A fost lansat în Europa la 9 martie 2009, iar în SUA pe 7 aprilie 2009.

## Cântece

### Discul 1
- 1. „Hate Song” (The Haunted)	2:59
- 2. „Trespass” (Made Me Do It)	3:40
- 3. „Shadow World” (One Kill Wonder)	3:40
- 4. „D.O.A.” (One Kill Wonder)	4:21
- 5. „Undead” (The Haunted)	2:09
- 6. „One Kill Wonder” (One Kill Wonder)	2:59
- 7. „Under the Surface” (Made Me Do It)	4:13
- 8. „In Vein” (The Haunted)	3:23
- 9. „Hollow Ground” (Made Me Do It)	4:10
- 10. „Everlasting” (One Kill Wonder)	3:08
- 11. „Dark Intentions” (Made Me Do It)	1:30
- 12. „Bury Your Dead” (Made Me Do It)	3:07
- 13. „Shithead” (One Kill Wonder)	3:52
- 14. „Chasm” (The Haunted)	3:10
- 15. „Revelation” (Made Me Do It)	1:35
- 16. „Forensick” (The Haunted)

### Discul 2
- 1. „Ritual” (One Kill Wonder)
- 2. „Creed” (One Kill Wonder)
- 3. „Well of Souls” (Candlemass cover)
- 4. „Eclipse” (The Haunted Made Me Do It)
- 5. „Choke Hold” (live)
- 6. „Leech” (live)
- 7. „Three Times” (live)
- 8. „Undead” (demo)
- 9. „Shattered” (demo)
- 10. „Undead”
- 11. „Now You Know”
- 12. „Blood Rust”